# Kokemäenjoki
Le Kokemäenjoki (suédois : Kumo älv) est le fleuve principal du Sud-Ouest de la Finlande.

## Géographie
Le Kokemäenjoki prend sa source au lac de Liekovesi à Vammala dans le Pirkanmaa, et coule vers l'ouest, traversant les plaines du Satakunta jusqu'au Golfe de Botnie.
Ses principaux affluents sont : Loimijoki, Harjunpäänjoki, Tattaranjoki, Sonnilanjoki, Ala-Kauvatsan joki, Raijalanjoki, Luojoki, Kilpijoki, Kikkelänjoki, Suntinoja, Sammunjoki.

## Centrales hydroélectriques
Les centrales construites sur le Kokemäenjoki sont la centrale hydroélectrique d'Harjavalta à Nakkila et Harjavalta, la centrale hydroélectrique de Kolsi à Kokemäki ainsi que la centrale hydroélectrique d'Äetsä et la centrale hydroélectrique de Tyrvää à Sastamala.

## Galerie

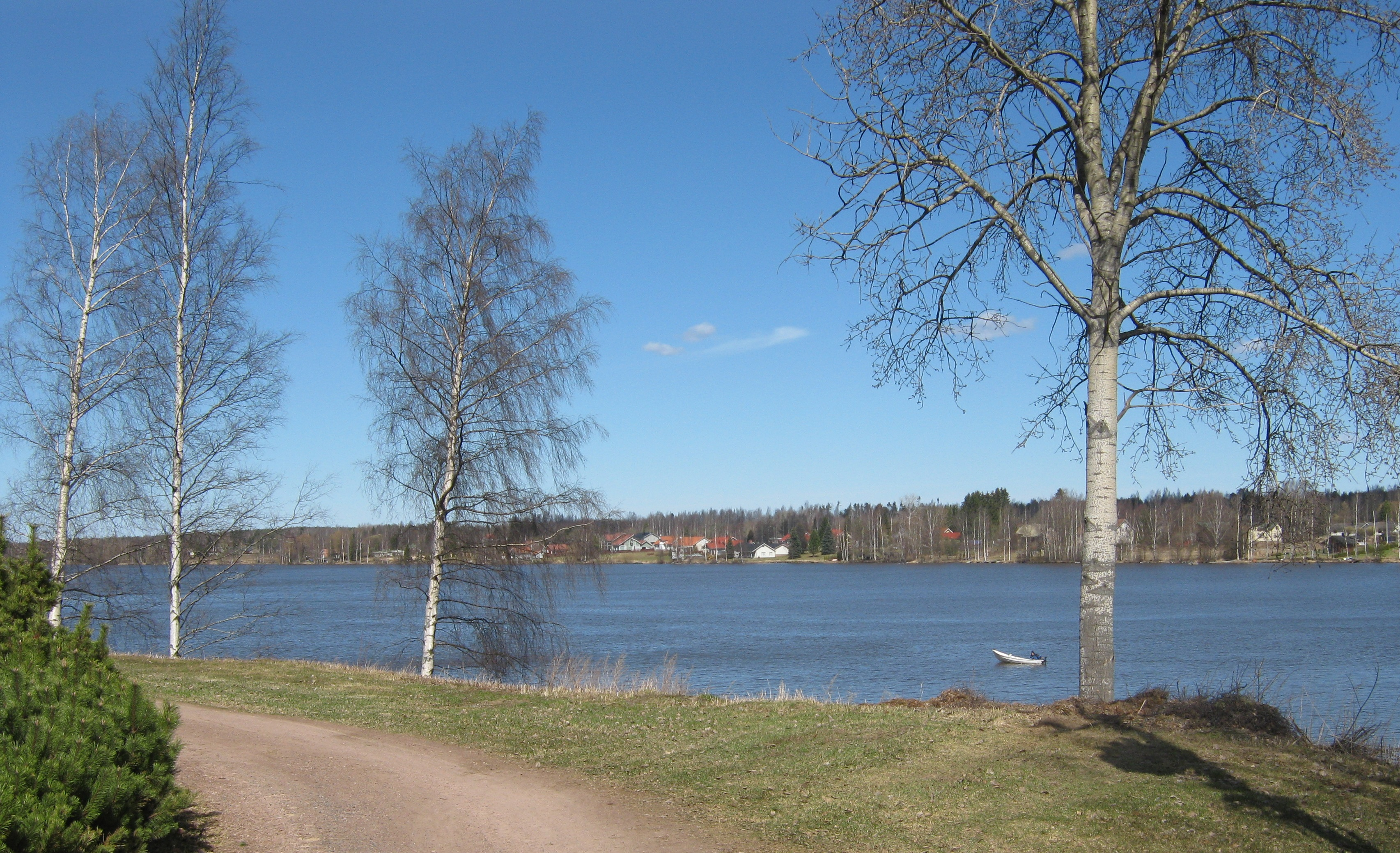
Le Kokemäenjoki à Harjavalta
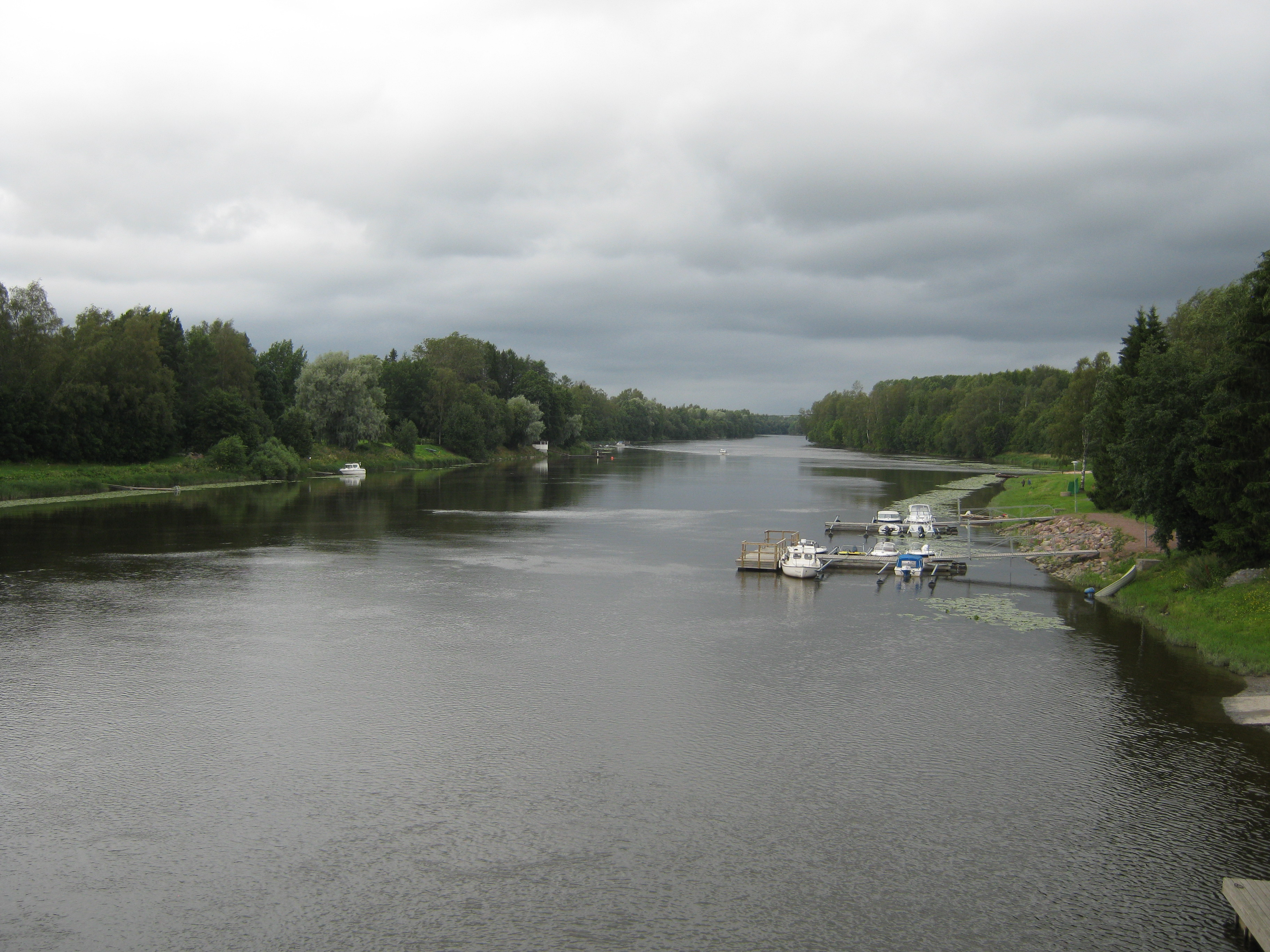
Le Kokemäenjoki à  Ulvila
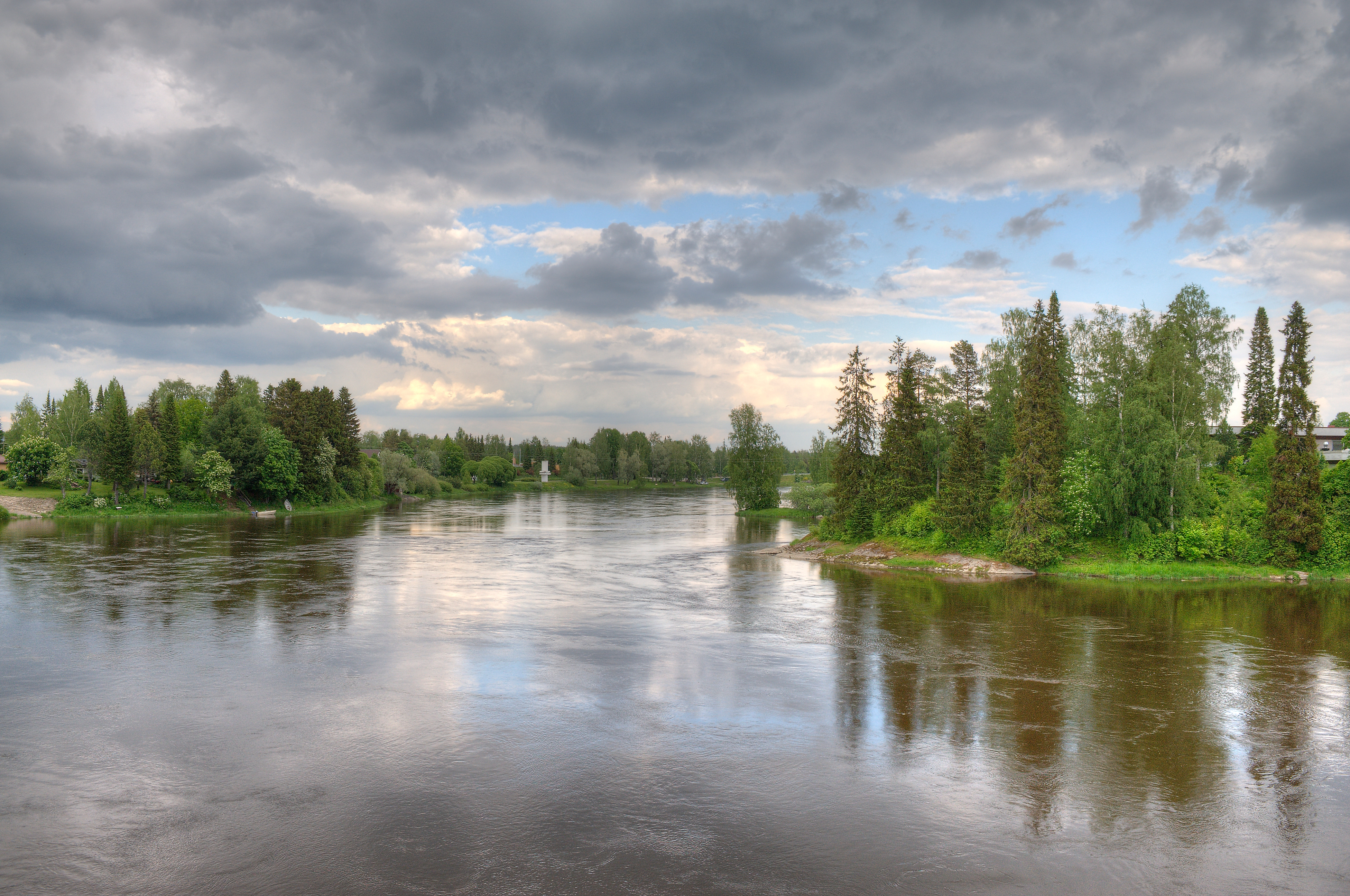
Le Kokemäenjoki à Kokemäki